# Plouagat
Plouagat (tiếng Breton: Plagad, Gallo: Plagat) là một xã của tỉnh Côtes-d’Armor, thuộc vùng Bretagne, tây bắc Pháp.

## Dân số
Người dân ở Plouagat được gọi là Plouagatins.